# Jannik Huth
Jannik Huth (Bingen am Rhein, 15 aprile 1994) è un calciatore tedesco, portiere del Friburgo.

## Carriera

### Club

#### Magonza
Inizia a giocare nelle giovanili dell'Hassia Bingen, squadra della sua città, dove rimane fino al 2007, a 13 anni, quando si trasferisce al Magonza. Nel 2014 viene aggregato al Magonza II, la squadra B militante in Fußball-Regionalliga, la quarta serie tedesca. Esordisce il 24 maggio, all'ultima di campionato sul campo del Wormatia Worms, vincendo 3-1. Vince i play-off e viene promosso in 3. Liga, debuttandovi il 5 ottobre 2014 nell'1-1 casalingo contro l'Holstein Kiel. Dal 2015 entra a far parte della rosa della prima squadra, facendo il suo esordio l'8 dicembre 2016, nel successo interno per 2-0 sugli azeri del Qəbələ nell'ultima giornata del girone di Europa League, con entrambe le squadre già eliminate.

### Nazionale
Nel 2016 viene convocato per le Olimpiadi di Rio de Janeiro, dove vince l'argento senza però ottenere nessuna presenza. Nei mesi successivi debutta in Under-21, prima nell'amichevole vinta a Kassel per 3-0 contro la Slovacchia il 2 settembre 2016 e poi nelle qualificazioni all'Europeo 2017 l'11 ottobre a Sankt Pölten, nella gara vinta 4-1 contro l'Austria.

## Statistiche

### Presenze nei club
Statistiche aggiornate al 15 marzo 2017.
| Stagione          | Squadra           | Campionato        | Campionato | Campionato | Coppe nazionali | Coppe nazionali | Coppe nazionali | Coppe continentali | Coppe continentali | Coppe continentali | Altre coppe | Altre coppe | Altre coppe | Totale | Totale | Totale |
| Stagione          | Squadra           | Comp              | Pres       | Reti       | Comp            | Pres            | Reti            | Comp               | Pres               | Reti               | Comp        | Pres        | Reti        | Pres   | Reti   |        |
| ----------------- | ----------------- | ----------------- | ---------- | ---------- | --------------- | --------------- | --------------- | ------------------ | ------------------ | ------------------ | ----------- | ----------- | ----------- | ------ | ------ | ------ |
| 2013-2014         | Magonza II        | RLSW              | 1          | -1         | -               | -               | -               | -                  | -                  | -                  | -           | -           | -           | 1      | -1     |        |
| 2014-2015         | Magonza II        | 3L                | 15         | -17        | -               | -               | -               | -                  | -                  | -                  | -           | -           | -           | 15     | -17    |        |
| 2015-2016         | Magonza II        | 3L                | 31         | -37        | -               | -               | -               | -                  | -                  | -                  | -           | -           | -           | 31     | -37    |        |
| 2015-2016         | Magonza           | BL                | 0          | 0          | DFB-P           | 0               | 0               | -                  | -                  | -                  | -           | -           | -           | 0      | 0      |        |
| 2016-2017         | Magonza II        | 3L                | 3          | -3         | -               | -               | -               | -                  | -                  | -                  | -           | -           | -           | 3      | -3     |        |
| Totale Magonza II | Totale Magonza II | Totale Magonza II | 50         | -58        | -               | -               | -               | -                  | -                  | -                  | -           | -           | -           | 50     | -58    |        |
| 2016-2017         | Magonza           | BL                | 0          | 0          | DFB-P           | 0               | 0               | UEL                | 1                  | 0                  | -           | -           | -           | 1      | 0      |        |
| Totale Magonza    | Totale Magonza    | Totale Magonza    | 0          | 0          | -               | 0               | 0               | -                  | 1                  | 0                  | -           | -           | -           | 1      | 0      |        |
| Totale carriera   | Totale carriera   | Totale carriera   | 50         | -58        | -               | 0               | 0               | -                  | 1                  | 0                  | -           | -           | -           | 51     | -58    |        |

### Cronologia presenze e reti in Nazionale
| Cronologia completa delle presenze e delle reti in nazionale ― Germania under 21 | Cronologia completa delle presenze e delle reti in nazionale ― Germania under 21 | Cronologia completa delle presenze e delle reti in nazionale ― Germania under 21 | Cronologia completa delle presenze e delle reti in nazionale ― Germania under 21 | Cronologia completa delle presenze e delle reti in nazionale ― Germania under 21 | Cronologia completa delle presenze e delle reti in nazionale ― Germania under 21 | Cronologia completa delle presenze e delle reti in nazionale ― Germania under 21 | Cronologia completa delle presenze e delle reti in nazionale ― Germania under 21 |
| Data                                                                             | Città                                                                            | In casa                                                                          | Risultato                                                                        | Ospiti                                                                           | Competizione                                                                     | Reti                                                                             | Note                                                                             |
| -------------------------------------------------------------------------------- | -------------------------------------------------------------------------------- | -------------------------------------------------------------------------------- | -------------------------------------------------------------------------------- | -------------------------------------------------------------------------------- | -------------------------------------------------------------------------------- | -------------------------------------------------------------------------------- | -------------------------------------------------------------------------------- |
| 2-9-2016                                                                         | Kassel                                                                           | Germania under 21                                                                | 3 – 0                                                                            | Slovacchia under 21                                                              | Amichevole                                                                       | -                                                                                | 46’                                                                              |
| 11-10-2016                                                                       | Sankt Pölten                                                                     | Austria under 21                                                                 | 1 – 4                                                                            | Germania under 21                                                                | Qual. Europeo Under-21 2017                                                      | -1                                                                               |                                                                                  |
| Totale                                                                           |                                                                                  | Presenze                                                                         | 2                                                                                |                                                                                  | Reti                                                                             | -1                                                                               |                                                                                  |

## Palmarès

### Nazionale
- Argento olimpico: 1

Rio de Janeiro 2016